# Victòria (planta)
Victoria és un gènere de plantes aquàtiques dins la família Nymphaeaceae que té 2 espècies. Les seves fulles són molt grosses i suren sobre la superfície de l'aigua. Victoria amazonica té les fulles de 3 metres de diàmetre sobre una tija floral de 7–8 m de llargada. Aquest gènere rep el nom en honor de la reina Victòria del Regne Unit.
Victoria amazonica és una planta nativa de la conca del riu Amazones. Figura en l'escut de la Guaiana. Les seves flors fan fins a 40 cm de diàmetre i són pol·linitzades per escarabats Scarabaeidae.
El primer que va publicar la descripció d'aquest gènere va ser John Lindley el 1837, basant-se en espècimens portats de la Guaiana per Robert Schomburgk. Aimé Bonpland el 1825 també n'havia fet una descripció.
Les fulles de Victoria poden suportar força pes a causa de l'estructura de la planta.

## Galeria

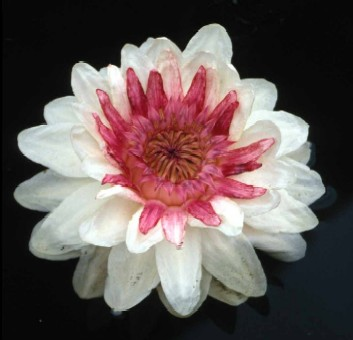
Flor de Victoria cruziana
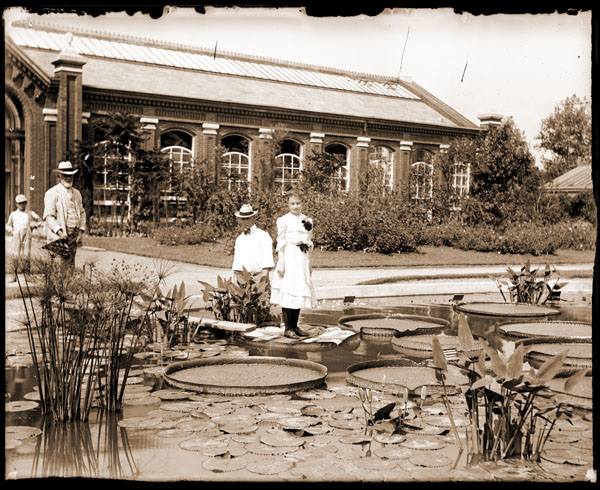
Dona sobre una fulla de Victoria cruziana al Linnaean House of the Missouri Botanical Garden.